# Coppa delle Coppe 1986-1987 (hockey su pista)
La Coppa delle Coppe 1986-1987 è stata l'11ª edizione dell'omonima competizione europea di hockey su pista riservata alle squadre di club. Il torneo ha avuto inizio il 4 aprile e si è concluso il 23 giugno 1987. Il titolo è stato conquistato dagli spagnoli del Barcellona per la prima volta nella loro storia sconfiggendo in finale gli italiani del Novara. In quanto squadra vincitrice, il Barcellona ha ottenuto anche il diritto di partecipare alla Supercoppa d'Europa.

## Squadre partecipanti
| Nazione        | Club         | Città               | Qualificazione                                     |
| -------------- | ------------ | ------------------- | -------------------------------------------------- |
| Francia        | La Vendéenne | La Roche-sur-Yon    | 2º in 1ere Division 1986                           |
| Germania Ovest | Darmstadt    | Darmstadt           | Detentore della Coppa di Germania Ovest 1986       |
| Italia         | Novara       | Novara              | Detentore della Coppa Italia 1985-1986             |
| Paesi Bassi    | Lichtstad    | Eindhoven           | 2º in 1ª Klasse 1986                               |
| Portogallo     | Barcelos     | Barcelos            | Semifinalista della Coppa del Portogallo 1985-1986 |
| Portogallo     | Sanjoanense  | São João da Madeira | Detentore della Coppa delle Coppe 1985-1986        |
| Spagna         | Barcellona   | Barcellona          | Detentore della Coppa del Re 1986                  |
| Svizzera       | Thunerstern  | Thun                | Detentore della Coppa di Svizzera 1986             |

## Risultati

### Quarti di finale
| Squadra 1    | Totale | Squadra 2   | Andata | Ritorno |
| ------------ | ------ | ----------- | ------ | ------- |
| Barcelos     | 8 - 14 | Sanjoanense | 3 - 3  | 5 - 11  |
| Barcellona   | 21 - 8 | Lichtstad   | 11 - 3 | 10 - 5  |
| Darmstadt    | 13 - 6 | Thunerstern | 9 - 2  | 4 - 4   |
| La Vendéenne | 6 - 39 | Novara      | 3 - 9  | 3 - 30  |

### Semifinali
| Squadra 1  | Totale  | Squadra 2   | Andata | Ritorno |
| ---------- | ------- | ----------- | ------ | ------- |
| Barcellona | 13 - 8  | Sanjoanense | 7 - 2  | 6 - 6   |
| Novara     | 28 - 11 | Darmstadt   | 15 - 5 | 13 - 6  |

### Finale
| Squadra 1 | Totale | Squadra 2  | Andata | Ritorno |
| --------- | ------ | ---------- | ------ | ------- |
| Novara    | 7 - 8  | Barcellona | 4 - 3  | 3 - 5   |

#### Andata
| Novara 13 giugno 1987 | Novara | 4 – 3 | Barcellona | Palazzo dello sport |

#### Ritorno
| Barcellona 23 giugno 1987 | Barcellona | 5 – 3 | Novara | Palau Blaugrana |